# 穆煒
穆煒（1537年—？），字德輝，江西南昌府新建縣人，軍籍，明朝政治人物。

## 生平
江西鄉試第十二名舉人。隆慶二年（1568年）中式戊辰科會試第一百十七名，三甲第八十九名進士。授麻城县知县，历官南京刑部郎中，萬曆五年（1577年）任常州府知府，十年三月升河南大名兵备副使，十二年七月升湖广右参政，九月致仕。

## 家族
曾祖穆清；祖父穆怡；父穆傑，母金氏。永感下。弟穆炤。